# روث بيج
روث بيج (بالإنجليزية: Ruth Page)‏ هي مصممة رقص أمريكية، ولدت في 22 مارس 1899 في إنديانابوليس في الولايات المتحدة، وتوفيت في 7 أبريل 1991 في شيكاغو في الولايات المتحدة بسبب مرض.

## وصلات خارجية
- روث بيج على موقع IMDb (الإنجليزية)
- روث بيج على موقع الموسوعة البريطانية (الإنجليزية)
- روث بيج على موقع قاعدة بيانات برودواي على الإنترنت (الإنجليزية)
- روث بيج على موقع قاعدة بيانات الفيلم (الإنجليزية)